# Скіту-дін-Дял
Скіту-дін-Дял (рум. Schitu din Deal) — село у повіті Олт в Румунії. Входить до складу комуни Плешою.
Село розташоване на відстані 148 км на захід від Бухареста, 13 км на північний захід від Слатіни, 38 км на північний схід від Крайови.

## Населення
За даними перепису населення 2002 року у селі проживали 354 особи, усі — румуни. Усі жителі села рідною мовою назвали румунську.